# KZ-Gedenkstätte Moringen

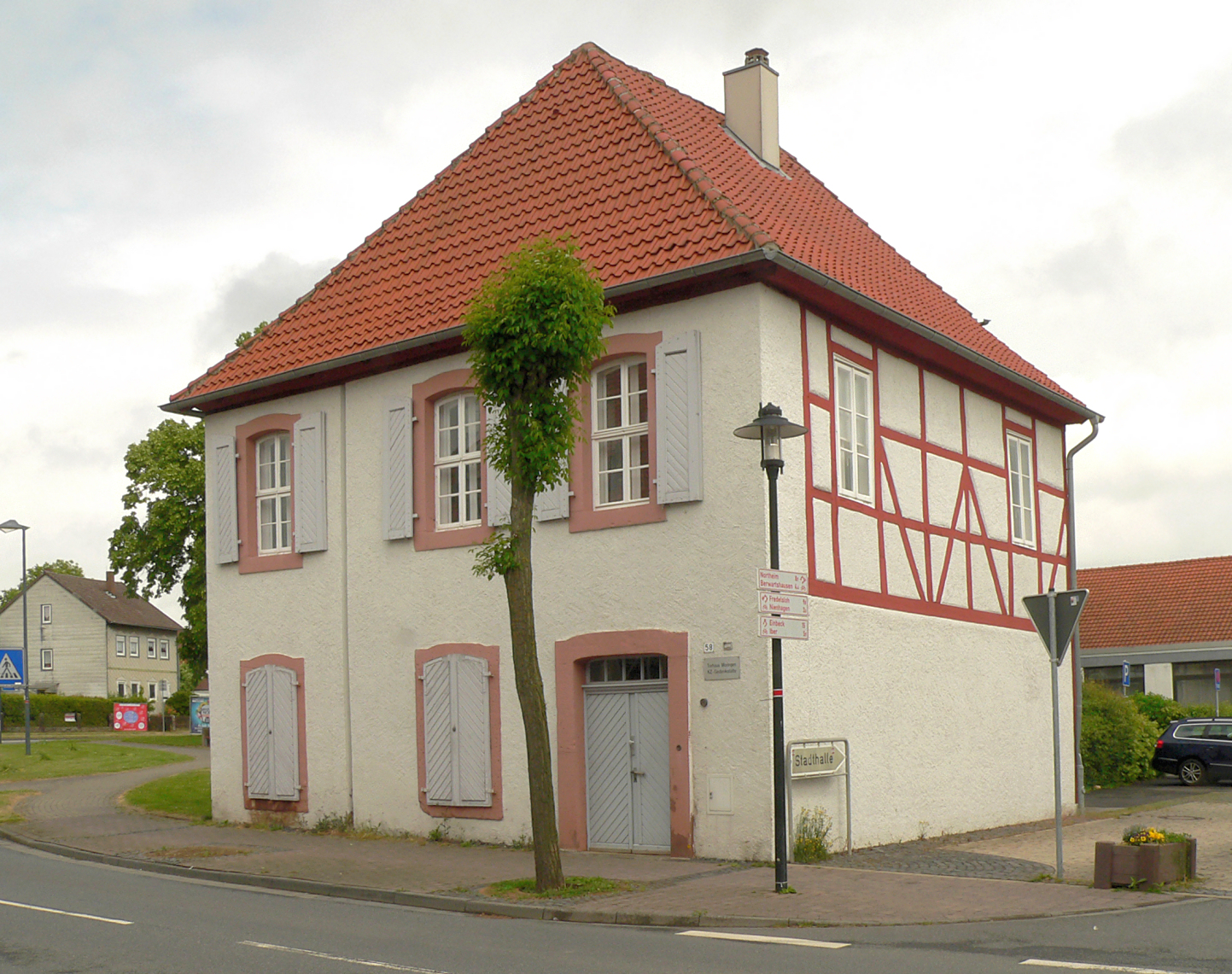
Sitz der Gedenkstätte im östlichen Torhaus (2025)

Die KZ-Gedenkstätte Moringen ist eine Gedenkstätte für Opfer des KZ Moringen. Sie hat ihren Sitz im Zentrum der niedersächsischen Kleinstadt Moringen.

## Beschreibung
Die Gedenkstätte ist in einem ehemaligen Torhaus an der Langen Straße untergebracht. Es handelt sich um einen zweigeschossigen Putzbau unter Walmdach, der um 1735 errichtet wurde und ursprünglich das Einbecker Tor flankierte. Es steht unter Denkmalschutz.
Die Gedenkstätte wurde 1993 von einem örtlichen Bürgerverein gegründet. Sie verfügt über eine umfassende Bibliothek zum Thema. Es sind Filme und Videos zu den Konzentrationslagern in Moringen einsehbar  und das Archiv kann für Forschungszwecke genutzt werden. In regelmäßigen Abständen werden öffentliche Führungen angeboten. Außerdem werden auf Anfrage Führungen und Workshops für Besuchergruppen durchgeführt. 2024 hatte die vom Landkreis Northeim bezuschusste Gedenkstätte 2.400 Besucher, viele Schulen aus der Region nahmen an Workshops teil.

## Aufgaben
Als historisch-politische Bildungseinrichtung vermittelt die Gedenkstätte Einblicke in die Perspektive der Inhaftierten und klärt über die NS-Ideologie auf. Dazu tragen Führungen, Vorträge, Filmvorführungen und Gespräche mit Zeitzeugen bei. Außerdem wird ein jährliches Gedenktreffen ehemaliger Häftlinge organisiert.

## Angriffe
2013 beschmierten Unbekannte das Gebäude der Gedenkstätte mit Parolen, in denen die Eigenschaft der Anlage als KZ bestritten wurde.
Bei einem weiteren Angriff im selben Jahr wurde die Beleuchtung zerstört und entwendet. 2019 provozierten vier rechtsextreme Personen bei einer Besucherführung durch Diskreditierung der Opfer.